# Форти (команда Формулы-1)
Forti Corse (обычно упоминается как Forti) — спортивная команда, участник чемпионатов Мира по автогонкам в классе Формула-1, основанная Гуидо Форти в 1978 году. Участвовала в гонках серии Формула-1 с 1995 по 1996 год. Forti стартовала в общей сложности в 27 гонках, не набрав ни одного очка. Forti считается одной из последних «маленьких» частных команд, существовавших в эпоху увеличивающихся бюджетов Формулы-1
В 1992-м году основатель команды Гуидо Форти установил отношения с богатым бразильским бизнесменом Абилио Динисом, который желал обеспечить своему сыну Педро постоянное место в команде Формулы-1 и выделил для Forti значительный спонсорский контракт, позволявший принять участие в соревнованиях Ф-1.
Forti вступила в Формулу-1 в 1995 году, но первая машина Forti FG01 оказалась неконкурентоспособной. Контракт с Динисом был расторгнут, когда Педро перешёл в Ligier перед сезоном 1996 года, уведя с собой большую часть спонсорских денег. Тем не менее Forti продолжила участие в соревнованиях. Была создана новая, значительно усовершенствованная машина FG03, но команда столкнулась с финансовыми проблемами и обанкротилась в середине сезона, после заключения договора с сомнительной компанией Shannon Racing.
Одной из основных причин, сказавшихся на уходе Forti и других маленьких команд из Формулы-1, было «правило 107%», введённое в 1996-м году. Слабые квалификационные результаты этих команд не давали права участвовать в гонках.

## Результаты гонок
| Год  | Шасси                  | Двигатель       | Шины | Гонщики           | 1    | 2    | 3    | 4    | 5    | 6    | 7    | 8    | 9    | 10   | 11  | 12   | 13  | 14   | 15  | 16   | 17   | Очки | Место |
| ---- | ---------------------- | --------------- | ---- | ----------------- | ---- | ---- | ---- | ---- | ---- | ---- | ---- | ---- | ---- | ---- | --- | ---- | --- | ---- | --- | ---- | ---- | ---- | ----- |
| 1995 | Forti FG01             | Ford ED V8      | G    |                   | БРА  | АРГ  | САН  | ИСП  | МОН  | КАН  | ФРА  | ВЕЛ  | ГЕР  | ВЕН  | БЕЛ | ИТА  | ПОР | ЕВР  | ТИХ | ЯПО  | АВС  | 0    | 11    |
| 1995 | Forti FG01             | Ford ED V8      | G    | Педру Динис       | 10   | НКЛ  | НКЛ  | Сход | 10   | Сход | Сход | Сход | Сход | Сход | 13  | 9    | 9   | 13   | 17  | Сход | 7    | 0    | 11    |
| 1995 | Forti FG01             | Ford ED V8      | G    | Роберто Морено    | Сход | НКЛ  | НКЛ  | Сход | Сход | Сход | 16   | Сход | Сход | Сход | 14  | Сход | 17  | Сход | 16  | Сход | Сход | 0    | 11    |
| 1996 | Forti FG01B Forti FG03 | Ford Zetec-R V8 | G    |                   | АВС  | БРА  | АРГ  | ЕВР  | САН  | МОН  | ИСП  | КАН  | ФРА  | ВЕЛ  | ГЕР | ВЕН  | БЕЛ | ИТА  | ПОР | ЯПО  |      | 0    | 11    |
| 1996 | Forti FG01B Forti FG03 | Ford Zetec-R V8 | G    | Лука Бадоер       | НКВ  | 11   | Сход | НКВ  | 10   | Сход | НКВ  | Сход | Сход | НКВ  | НПР |      |     |      |     |      |      | 0    | 11    |
| 1996 | Forti FG01B Forti FG03 | Ford Zetec-R V8 | G    | Андреа Монтермини | НКВ  | Сход | 10   | НКВ  | НКВ  | НС   | НКВ  | Сход | Сход | НКВ  | НПР |      |     |      |     |      |      | 0    | 11    |